# Dawaro
Dawaro o Doaro (en amhárico : ደዋሮ) fue un principado musulmán que se encontraba junto al sultanato de Ifat. El estado fue originalmente independiente hasta que se convirtió en vasallo y luego en provincia debido a su subyugación por el emperador Amda Seyon I a principios del siglo XIV.

## Historia

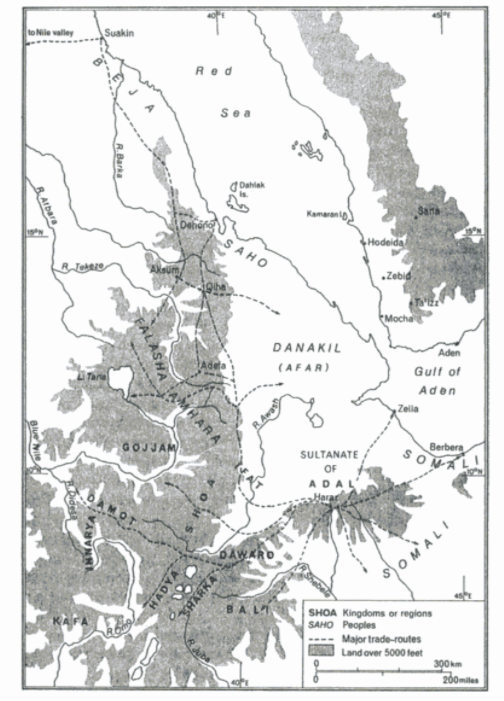
Mapa medieval de pueblos, reinos y regiones a lo largo de las principales rutas comerciales del Cuerno de África. Dawaro se señala en la parte sur del mapa.

La mención más antigua de esta provincia proviene de la Crónica real del emperador Amda Seyon . Después de ocupar Ifat, Amda Seyon procedió a guarnecer Dawaro. Sin embargo, a fines de la década de 1320, el gobernante de la provincia, Haydara, terminó poniéndose del lado de Sabr ad-Din I durante su rebelión y ejecutó a algunos de los mensajeros del emperador. Amda Seyon, indignado por este acto de rebelión, partió de inmediato con sus tropas. Al llegar a Dawaro, "arrasó el país de un extremo al otro". Mató a jóvenes, hizo prisioneros a mujeres y niños, se apoderó de ganado y destruyó las cosechas. Los musulmanes de Dawaro fueron así "reducidos a nada", como afirma el cronista. Dawaro luego se agrupó junto con otros reinos como Hadiya, Fetegar e Ifat como un reino tributario del Imperio etíope bajo el liderazgo de Jamal Ad-Din I.
Según el historiador egipcio Ibn Fadlallah al-Umari, la superficie de Dawaro medía cinco días de viaje por dos o 100 kilómetros por 40. Era mucho más pequeño que Ifat, pero se le parecía en que producía cereales y frutas, y criaba caballos y bestias de carga. Sin embargo, el comercio estaba menos desarrollado. Se utilizaba un tipo de "moneda primitiva" llamada hakunas que eran piezas de hierro del tamaño de una aguja. Una vaca costaría 5.000 hakunas, una cabra 3.000 hakunas. Las costumbres sociales de Dawaro también eran muy similares a las de Ifat y ambas regiones estaban habitadas por musulmanes. Una fuente contemporánea que data del reinado de Zara Yaqob sugiere que en ese momento Dawaro se había convertido en gran parte en una provincia cristiana.
La siguiente vez que se menciona a Dawaro es en el Futuh al-Habasa, la historia de las conquistas del Imán Ahmad ibn Ibrahim al-Ghazi. La provincia de Dawaro, debido a su ubicación al este y su relativa proximidad al Sultanato de Adel, se convirtió en la primera parte del imperio en ser confrontada por las fuerzas del Imán Ahmad. El imán llevó a cabo una incursión en la provincia entre 1526 y 1527. Se decía que sus hombres tomaban un botín considerable, como caballos, esclavos y ovejas. Los adalitas planearon regresar a su país, pero los "infieles de Dawaro" reunieron un gran ejército contra ellos, esta fuerza fue derrotada posteriormente. No mucho después, el emperador Dawit I recibió noticias de una inminente mayor invasión de Dawaro, por lo que reunió un gran ejército que constaba de unidades de todo el país. Este ejército fue dán luego regresó a Harrar. En el verano de 1531, los adalitas regresaron y ocuparon Dawaro, donde pronto devastaron la provincia y destruyeron una gran iglesia que fue erigida por el predecesor del emperador. Posteriormente, el imán llegó a un asentamiento llamado Geberge y exigió que todos los habitantes cristianos se convirtieran al Islam o pagaran el impuesto yizia. La mayoría de los habitantes optaron por conservar su religión declarando su neutralidad y accediendo a pagar el impuesto, otros accedieron a convertirse, entre los convertidos había 50 nobles cristianos. El imán, muy complacido con su conversión, nombró a uno de ellos gobernador de la provincia.
El control de la provincia recaería más tarde en manos del sobrino de Ahmad, el visir Abbas, quien gobernó Dawaro y las vecinas Fetegar y Bali. Tras la muerte y derrota del imán en Wanya Daga, Abbas lanzó un feroz ataque contra varias ciudades cristianas. El joven emperador Gelawdewos se abrió camino para enfrentarse a él, y Abbas se apresuró con su ejército para encontrarse con el emperador. Gelawdewos consiguió una completa victoria en este enfrentamiento y Abbas y todos sus capitanes murieron. Los demás musulmanes que habían sobrevivido a la batalla se convirtieron en el objetivo de la población cristiana local, quienes mataron a todos los que pudieron encontrar. Luego, el Emperador nombró a Khalid, un cristiano que se había convertido al Islam pero que había vuelto al cristianismo, como gobernador provincial de Dawaro. Más adelante, Gelawdewos enfrentó problemas con los portugueses, y desterró a 140 de ellos a la provincia de Dawaro. La presencia de los portugueses disgustó mucho a Khalid, por lo que ordenó que los mataran o expulsaran de la provincia. Khalid intentó tender una emboscada a los portugueses con un gran ejército, pero tan pronto como comenzó el asalto, dispararon y mataron a Khalid, tras lo cual la mayoría de sus seguidores se convertirían en sus vasallos. Se dijo que el Emperador estaba muy complacido con este resultado ya que siempre había desconfiado del gobernador.
Después de la muerte de Khalid, los portugueses gobernarían Dawaro durante cuatro meses hasta que la provincia fue invadida por los oromos. El emperador advirtió a los portugueses de un inminente ataque oromo. Los portugueses se prepararían inmediatamente para hacer frente a este ataque mediante el almacenamiento de municiones y pólvora. Cuando llegaron los oromos, eran innumerables y avanzaron reunidos en escuadrones. Los portugueses lucharon contra los oromos durante alrededor de 11 a 12 días según Castanhoso hasta que se quedaron sin armas y municiones. Antes de que se retiraran de Dawaro, Castanhoso afirma que todos los habitantes del país fueron evacuados de forma segura. Justo después de que los portugueses huyeron de la provincia, se encontraron con Gelawdewos, quien se dirigía a apoyar la defensa portuguesa. Se dice que el Emperador "lloró como un niño" después de enterarse de la caída de Dawaro y dijo: "Mi pecado es grande porque me ha sucedido tal mal". Castanhoso luego afirma que Dawaro era tan grande como Portugal y que la pérdida de tal territorio fue un gran golpe para el Imperio Etíope.